# Eric Ponsonby Hartshorn
Eric Ponsonby Hartshorn DSO, južnoafriški general, * 1894, † 1974.

## Življenjepis
Med drugo svetovno vojno je bil poveljnik 1st Transvaal Scottish (1940-41) in poveljnik 1. južnoafriške pehotne brigade (1942-43).